# صناعة تقليدية

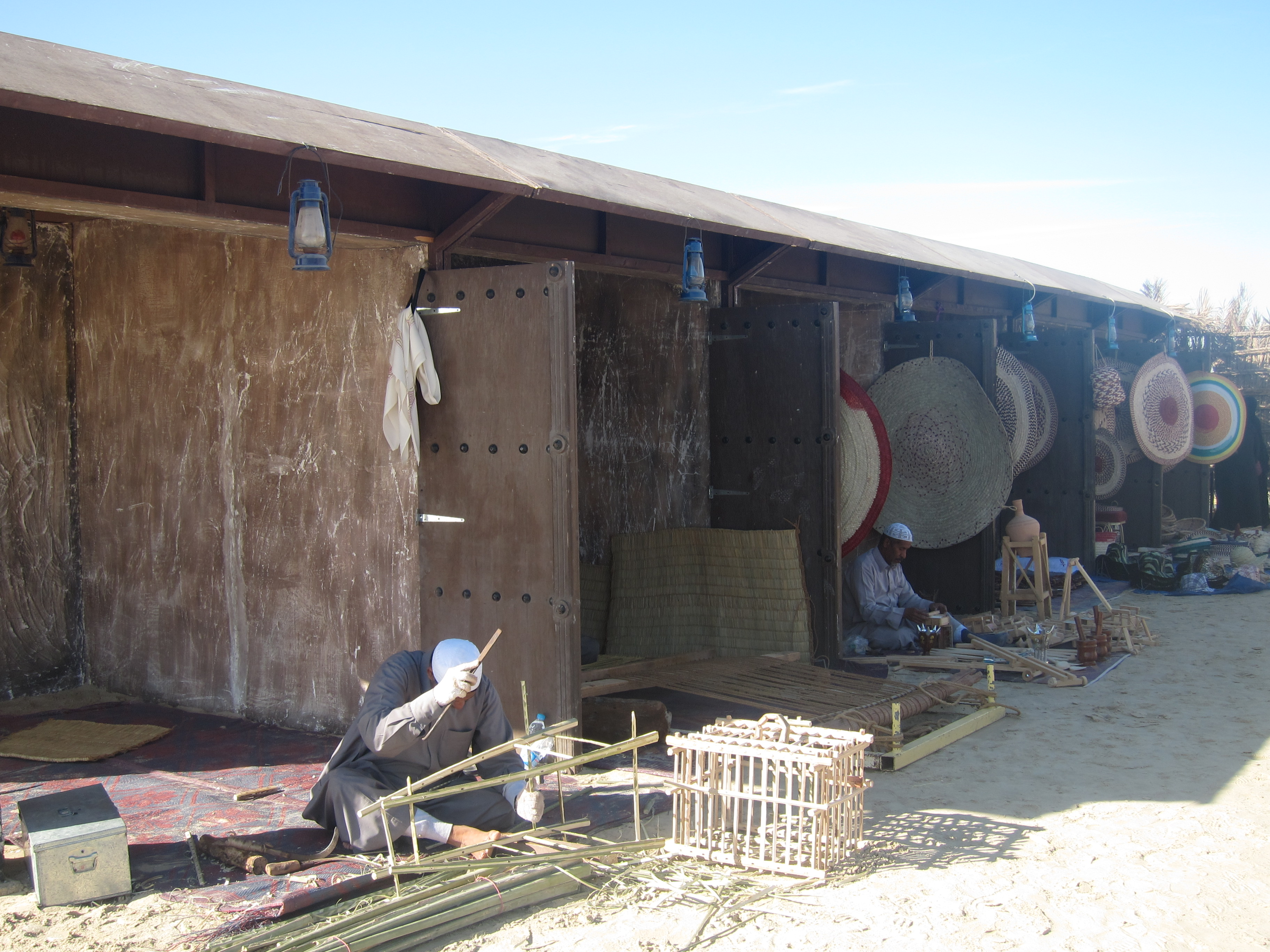

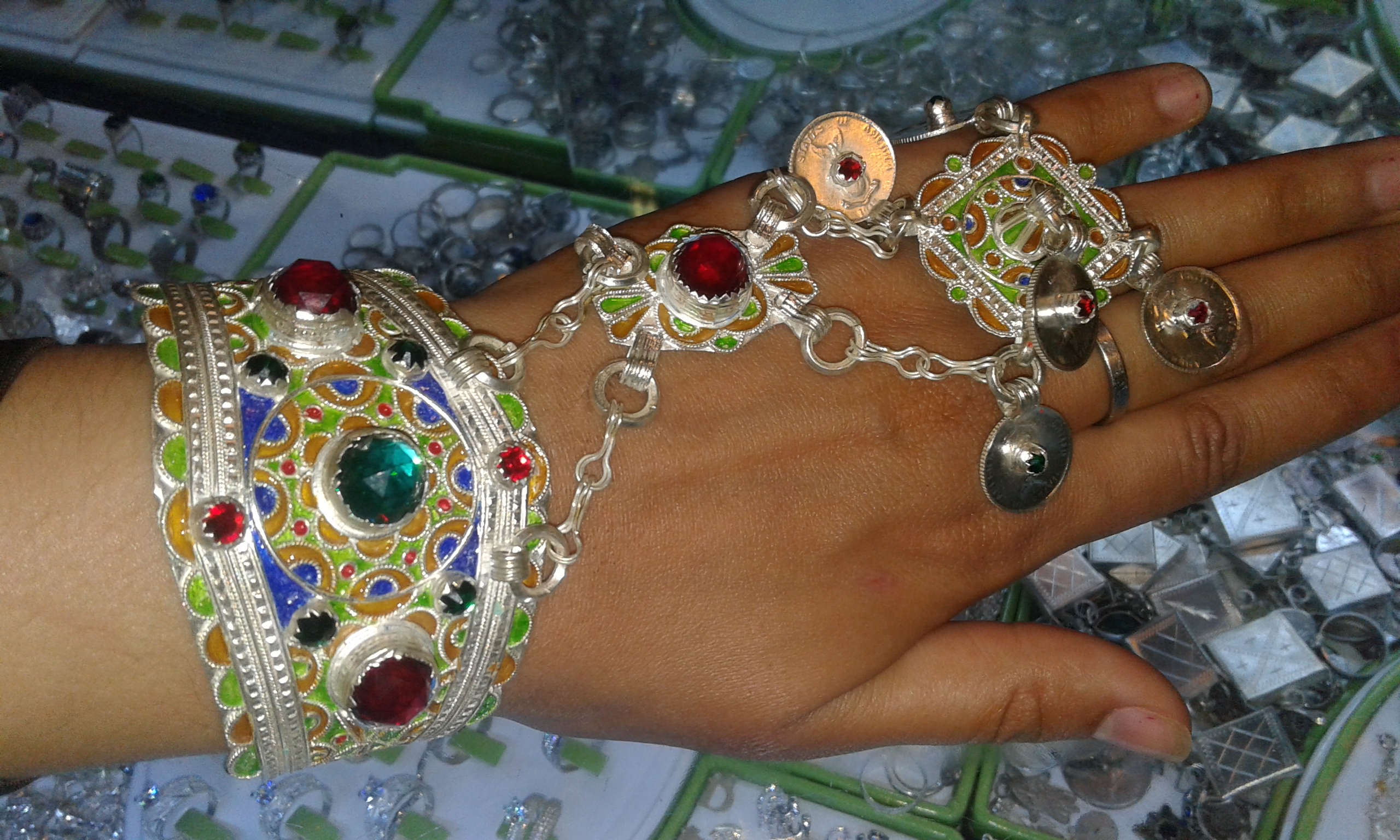
مجوهرات مغربية

الصناعات التقليدية هي إنتاج حضاري لآلاف السنين من التفاعل الحي بين المجتمعات المحلية بما تحمله من رؤى وقيم حضارية وبين بيئتها الطبيعية وبينها وبين المجتمعات الأخرى، وهي مكون أصيل للذاكرة الحضارية - خاصة في شقها التقني - ورصيد ومخزون للخبرات الحياتية والإمكانات الإنتاجية الذاتية المتاحة داخل كل مجتمع محلي.

## عرض عن الصناعات التقليدية
1. تغطي الصناعات التقليدية مدى بالغ التنوع والاتساع من المجالات: في تصنيع الغذاء والأدوية والغزل والنسيج والملابس والسجاد والحصير والفخار، وكذلك الصناعات التي تتعلق ببناء المساكن وإقامة السدود وحفر الآبار ووسائل المواصلات.. إلخ، كما أنها واسعة وقابلة للانتشار وصولاً لأصغر وحدة عمرانية : قرية كانت أو كفرًا أو واحة أو حيًّا وصولاً لأصغر وحدة للنسيج الاجتماعي الحضاري الحرّ وهي الأسرة النووية أو الممتدة. وانطلاقًا من هذه الرؤية تمثل الصناعات التقليدية الشموع التي نلجأ إليها عندما تنطفئ الكهرباء العمومية أي الوسائل المدارة مركزيًّا لسد حاجات الناس.
2. تضم الصناعات التقليدية تراثًا تقنيًا أُختبر بالممارسة عبر الأجيال، وهي بهذا المعنى تعطينا اتجاهات مستقبلية متميزة للتفكير والخيال وبالتالي الإبداع المنطلق والمرتكز على خصوصيتنا.